# ژنایگاتی
ژنایگاتی (به لاتین: Jhenaigati) یک منطقهٔ مسکونی در بنگلادش است که در ناحیه شیرپور واقع شده‌است. ژنایگاتی ۲۳۱ کیلومتر مربع مساحت و ۱۵۵٬۰۶۷ نفر جمعیت دارد.